# Philodamia semicincta
Philodamia semicincta là một loài nhện trong họ Thomisidae.
Loài này thuộc chi Philodamia. Philodamia semicincta được miêu tả năm 1896 bởi Workman.